# John Pierpont Morgan

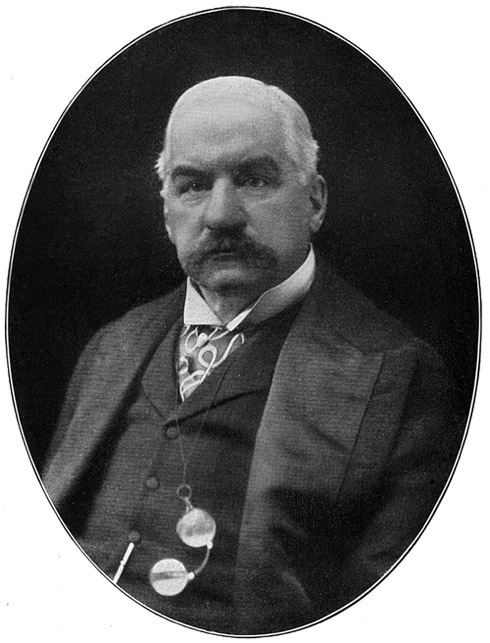
John Pierpont Morgan, alias J.P. Morgan

John Pierpont Morgan (Hartford (Connecticut), 17 april 1837 – Rome, 31 maart 1913), vaak J.P. Morgan genoemd, was een Amerikaanse bankier en kunstverzamelaar, die in zijn tijd een dominante ondernemingsfinanciering en bankmagnaat was. In 1892 regelde hij de fusie van Edison General Electric en Thompson-Houston Electric Company tot General Electric. Ook financierde hij de oprichting van de Federal Steel Company en was hij verantwoordelijk voor de oprichting van de United States Steel Corporation in 1901. Hij wordt over het algemeen gezien als de man die de nationale economie van de Verenigde Staten heeft gered.

## Biografie

### Jeugd en educatie
J.P. Morgan werd geboren als de zoon van Junius Spencer Morgan (1813–1890) en Juliet Pierpont (1816–1884). Pierpont, zoals hij het liefst genoemd werd, had een uitgebreide opleiding. In 1848 ging hij naar de Hartford Public School en toen naar de Episcopal Academy in Cheshire. In september 1851 werd hij toegelaten tot de English High School of Boston, een school gespecialiseerd in wiskunde.
In 1852 werd Morgan getroffen door acuut reuma. Hij had bijna een jaar nodig om te herstellen. Daarna keerde hij terug naar de school in Boston om zijn studie voort te zetten. Na te zijn afgestudeerd stuurde zijn vader hem naar Bellerive, Zwitserland, om verder te studeren. Hier leerde hij Frans spreken, waarna hij naar de Georg-August-Universität Göttingen ging om zijn Duits te verbeteren. Ten slotte studeerde hij in Londen.

### Carrière

#### Beginjaren

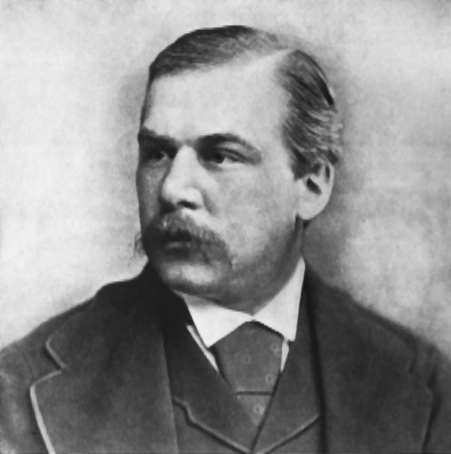
J.P. Morgan in zijn jonge jaren

Zijn vader en George Peabody hebben in 1854 Peabody, Morgan & Co. opgericht. Morgan ging in 1857 werken bij de Londense tak van deze bank. Een jaar later vertrok hij naar New York waar hij werkte voor de banken van Duncan, Sherman & Company. Van 1860 tot 1864 werkte hij als J. Pierpont Morgan & Company als agent in New York voor zijn vaders firma. In hetzelfde jaar ging George Peabody met pensioen en zijn vader hernoemde de bank naar J.S. Morgan & Co.. Tussen 1864 en 1872 was hij werkzaam bij de firma Dabney, Morgan & Company. In 1871 richtte hij samen met Anthony Joseph Drexel van Philadelphia de New Yorkse firma Drexel, Morgan & Company op.
Gedurende de Amerikaanse Burgeroorlog werd Morgan benaderd om de koop van antieke geweren te financieren, die door het leger werden verkocht voor 3,50 dollar per stuk. Morgans partner herstelde de geweren en verkocht ze terug aan het leger voor 22 dollar per stuk. Morgan ontliep zijn militaire dienstplicht door zich vrij te kopen voor 300 dollar.
Na de dood van Anthony Drexel in 1893, werd de firma hernoemd tot J.P. Morgan & Company in 1895. De firma behield nauwe banden met Drexel & Company in Philadelphia, Morgan, Harjes & Company in Parijs en J.S. Morgan & Company (na 1910 Morgan, Grenfell & Company) in Londen. Tegen 1900 was dit een van de machtigste banken in de wereld. Morgan had over de jaren vele partners, zoals George W. Perkins, maar behield vrijwel altijd de leiding over deze samenwerkingen.
Morgan stond erom bekend bedrijven in moeilijkheden op te kopen en te reorganiseren om de winstgevendheid te verhogen. Zo raakte hij nauw betrokken bij de financiering van een spoorwegbedrijf. In 1885 reorganiseerde hij de New York, West Shore & Buffalo Railroad. In 1886 deed hij hetzelfde met de Philadelphia & Reading en in 1888 de Chesapeake and Ohio Railway. Nadat het Amerikaans Congres de Interstate Commerce Act doorvoerde in 1887, waarmee de samenwerking van spoorwegen om de concurrentie te beperken werd verboden, organiseerde Morgan conferenties in 1889 en 1890 om de presidenten van de verschillende spoorwegmaatschappijen bij elkaar te brengen en de gehele industrie zover te krijgen dat ze de nieuwe wetten gingen opvolgen.
Morgans proces om bedrijven over te nemen en te reorganiseren kreeg al snel de naam "Morganization". Zijn reputatie als bankier en financier zorgde ervoor dat sponsors geïnteresseerd waren in de bedrijven die hij opkocht.
In 1895, op het dieptepunt van de paniek van 1893, zorgde president Grover Cleveland ervoor dat Morgan een privésyndicaat kon oprichten op Wall Street om de Amerikaanse schatkist te steunen met US$ 65 miljoen, waarvan de helft uit Europa kwam. Morgan en andere bankiers doneerden veel geld aan de republikein William McKinley, die in 1896 werd verkozen tot president.
In april 1902 werd International Mercantile Marine Company (IMM) opgericht met Morgan als belangrijkste geldschieter. De rederij begon met een agressieve overnamestrategie en diverse Britse en Europese rederijen werden overgenomen, waaronder de White Star Line, Holland America Line en Red Star Line. Het was echter geen succes en in april 1915 ging IMM failliet, al duurde de afwikkeling tot 1931.

#### Latere jaren

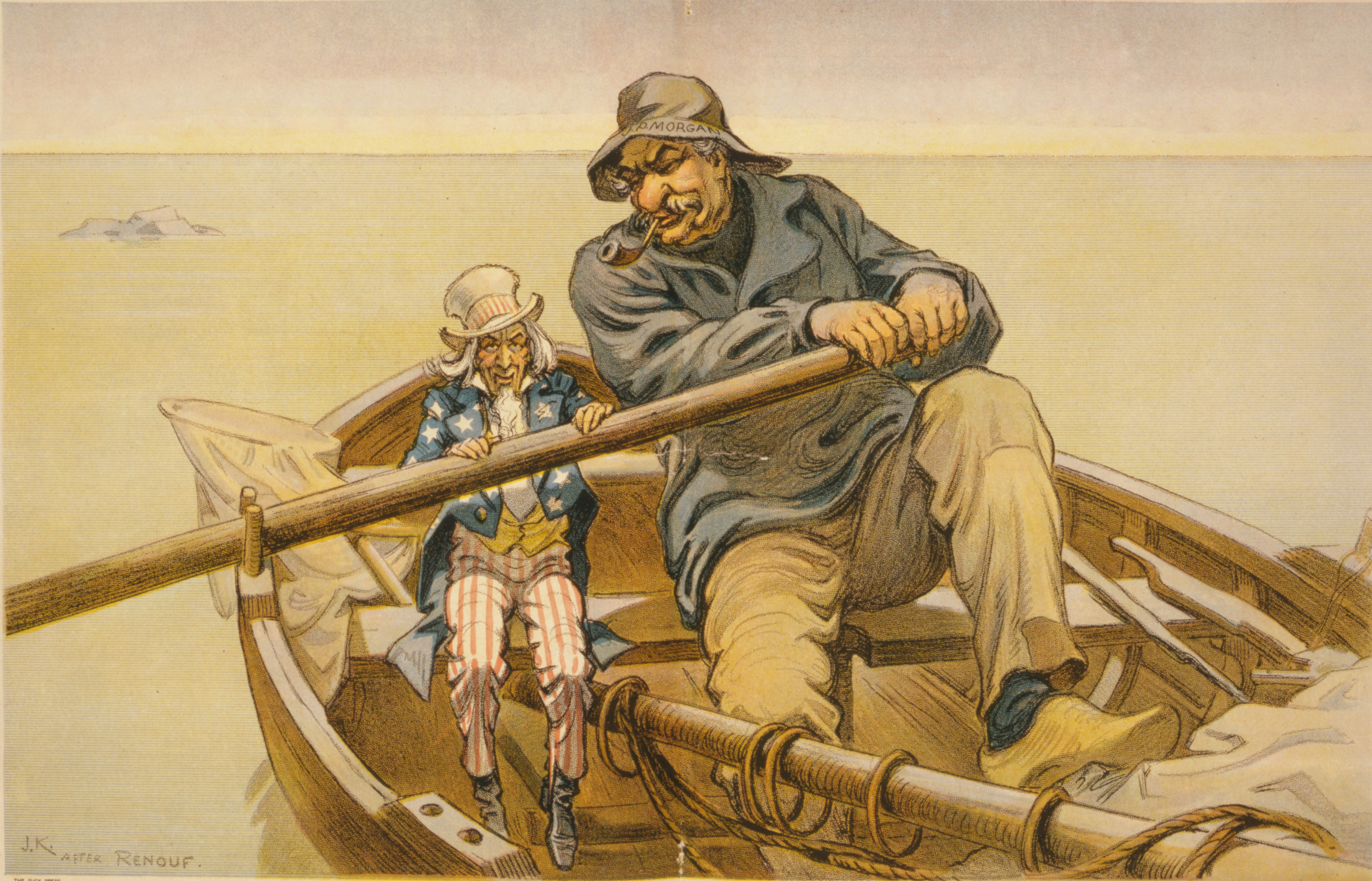
The Helping Hand. Een spotprent over Morgans rol in de economie die groter was dan van de overheid. (1911)

Na de dood van zijn vader in 1890, nam hij J.S. Morgan & Co. over. Hij begon in 1900 te onderhandelen met Charles M. Schwab, president van Carnegie Co. en de zakenman Andrew Carnegie, met de bedoeling Carnegies bedrijf over te nemen, samen met andere staal- en ijzerbedrijven. Hiermee wilde hij de United States Steel Corporation oprichten. Carnegie ging akkoord met de verkoop voor US$ 480 miljoen. De deal werd zonder tussenkomst van advocaten afgesloten en zonder geschreven contract. Nieuws van de overname bereikte de pers in januari 1901. Later dat jaar was de oprichting van U.S. Steel een feit. Dit was het eerste miljoenenbedrijf ter wereld met een marktkapitalisatie van US$ 1,4 miljard.
U.S. Steel richtte zich erop om economisch efficiënter te kunnen werken dan andere staalbedrijven door transport en kosten te reduceren, productielijnen uit te breiden en distributie te verbeteren. Ook was het doel van Morgan om via U.S. Steel de Verenigde Staten in staat te stellen globaal te concurreren met het Verenigd Koninkrijk en Duitsland. Door critici werd het bedrijf echter gezien als een monopolie, daar het bedrijf dominant aanwezig was bij de productie van niet alleen staal, maar ook schepen, bruggen, treinen, klinknagels en tal van andere producten. Met U.S. Steel kreeg Morgan twee derde van de staalmarkt in handen. Na 1901 daalde de marktwaarde van het bedrijf. Schwab trok zich in 1903 terug om zelf Bethlehem Steel op te richten.
Morgan kreeg veel kritiek vanwege het feit dat hij goud had geleend aan de overheid tijdens de crisis van 1895 en voor zijn financiële oplossingen tijdens de paniek van 1907. Diverse banken raakten in financiële problemen en Morgan nam het initiatief om de banken van de ondergang te redden. Hij was succesvol, maar de overheid wilde niet langer vertrouwen op de private sector voor een oplossing in dit soort situaties en in 1913 werd de Federal Reserve System opgericht.
In 1900 financierde Morgan uitvinder Nikola Tesla en zijn Wardenclyffe Tower met US$ 150.000 voor experimenten met de radio. De bouw van de toren liep echter vertraging op en de kosten overschreden het bedrag dat Morgan had geschonken. In 1904 adviseerde Morgan andere investeerders om het project te mijden.
Morgan leed eenmaal een zakelijk verlies in 1902, toen hij zich richtte op de Metro van Londen. Charles Tyson Yerkes weerhield Morgan ervan om toestemming te krijgen voor het aanleggen van een metrolijn die kon concurreren met zijn metrolijnen. De Duitse keizer decoreerde hem met de IIe Klasse van de Orde van de Rode Adelaar.

### Persoonlijk leven

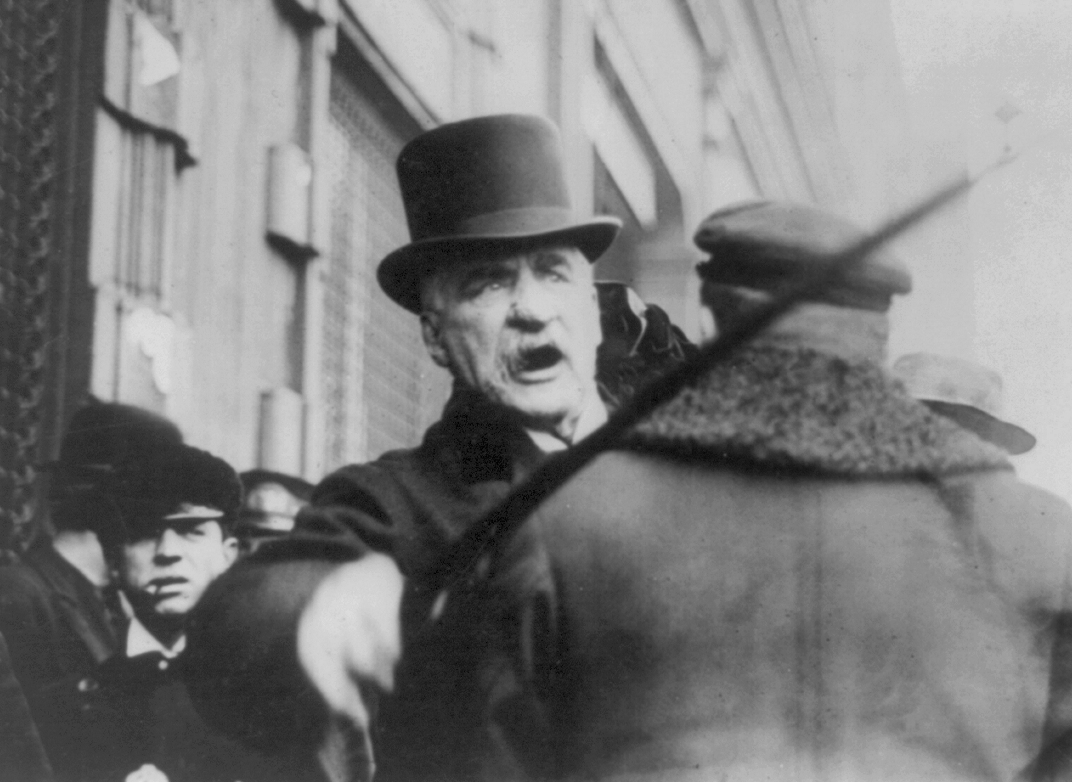
Morgan wilde vrijwel nooit gefotografeerd worden en kon soms fel uithalen naar journalisten.

Morgan was zijn leven lang lid van de Episcopal Church en rond 1890 een van de meest invloedrijke leiders van deze kerk.
In 1861 trouwde hij met Amelia Sturges, maar zij stierf een jaar later. Na haar dood trouwde Morgan in 1865 met Frances Louisa Tracy en samen kregen ze vier kinderen:
- John Pierpont Morgan, Jr. (1867–1943),
- Louisa Pierpont Morgan (1866–1946).
- Juliet Morgan (1870–1952) en
- Anne Morgan (1873–1952).

Morgan had vaak een groot fysiek effect op mensen. Hij was groot met brede schouders, had doordringende ogen en een paarse neus als gevolg van de chronische huidaandoening rosacea.
Morgan stond bekend als een kettingroker. Zijn favoriete merk waren grote sigaren uit Havana. Zijn huis op Madison Avenue was het eerste elektrisch verlichte huis van New York. Zijn interesse in de nieuwe technologie kwam onder andere door zijn financiering van Thomas Edisons Edison Electric Illuminating Company in 1878. J.P. Morgan was ook eigenaar van East Island in Glen Cove, waar hij een groot zomerhuis had.
Morgan bezat meerdere jachten. Aanvankelijk zou hij meereizen met de RMS Titanic, maar hij annuleerde zijn reis op het laatste moment.

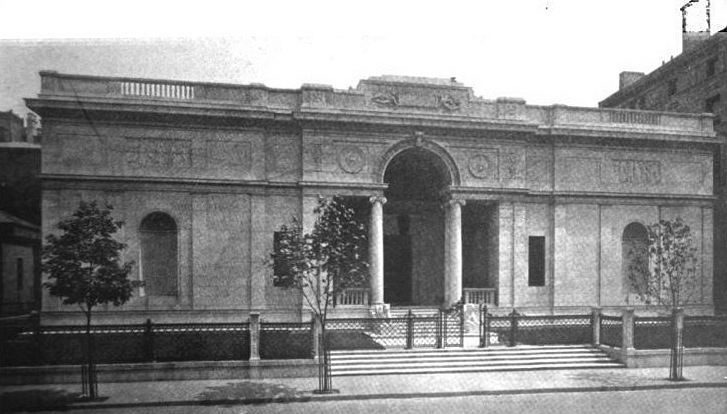
De J.P. Morgan Bibliotheek en Kunstmuseum (1906)

Morgan stond tijdens zijn leven bekend als verzamelaar van boeken, schilderijen en andere objecten. Veel hiervan leende of schonk hij aan het Metropolitan Museum of Art, waarvan hij zelf president was. Ook stonden veel van zijn verzamelde werken in zijn huis in Londen en zijn privébibliotheek in New York. Uit de Pierpont Morgan Library groeide het huidige Morgan Library and Museum.
Rond de eeuwwisseling was Morgan een de grootste verzamelaars van edelstenen in Amerika. Zijn verzameling was een van de belangrijkste in Amerika. De collectie werd tentoongesteld op de Wereldtentoonstelling van 1889 in Parijs. De tentoonstelling won twee golden awards en trok de aandacht van veel mensen.
Morgan was een sponsor van het American Museum of Natural History, het Metropolitan Museum of Art, Groton School, Harvard University, Trinity College, de Lying-in Hospital van New York en de New Yorkse handelsscholen.

### Dood
Morgan stierf tijdens een reis naar Rome op 31 maart 1913. Hij stierf in zijn slaap in het Grand Hotel. Bijna 4000 condoleancebrieven werden die nacht verstuurd en op Wall Street hing de vlag halfstok. Bij zijn dood was Morgans fortuin ongeveer US$68,3 miljoen, wat vandaag de dag neerkomt op US$1,4 miljard.
Morgans lichaam werd begraven in de Cedar Hill Cemetery in zijn geboorteplaats Hartford. Zijn zoon erfde zijn bedrijven.

## Nasleep
Zijn zoon John Pierpont Morgan, Jr. nam de zaak over na zijn vaders dood. Hij zocht echter nooit de publiciteit op, maar koos ervoor om de Federale reserves te steunen samen met 11 andere bankiers. In 1933 werd het "House of Morgan" opgesplitst in drie eenheden: J.P. Morgan & Co. en bijbehorende bank, Morgan Guaranty Trust, Morgan Stanley en Morgan Grenfell in Londen.
De edelsteen morganiet is ook naar hem genoemd.

## Naslagwerken
- Atwood, Albert W. and Erickson, Erling A. "Morgan, John Pierpont, (Apr. 17, 1837 - Mar. 31, 1913)," in Dictionary of American Biography, Volume 7 (1934)
- Auchincloss, Louis. J.P. Morgan : The Financier as Collector Harry N. Abrams, Inc. (1990) ISBN 0-8109-3610-0
- Brandeis, Louis D. Other People's Money and How the Bankers Use It. Ed. Melvin I. Urofsky. New York: Bedford Books, (1995) ISBN 0-312-10314-X
- Bryman Jeremy, J. P. Morgan: Banker to a Growing Nation : Morgan Reynolds Publishing (2001) ISBN 1-883846-60-9
- Carosso, Vincent P. The Morgans: Private International Bankers, 1854-1913. Harvard U. Press (1987) ISBN 978-0674587298
- Carosso, Vincent P. Investment Banking in America: A History Harvard University Press (1970)
- Chernow, Ron. The House of Morgan: An American Banking Dynasty and the Rise of Modern Finance (2001) ISBN 0-8021-3829-2
- Fraser, Steve. Every Man a Speculator: A History of Wall Street in American Life HarperCollins (2005)
- Garraty, John A. Right-Hand Man: The Life of George W. Perkins. (1960) ISBN 978-0313201868
- Geisst; Charles R. Wall Street: A History from Its Beginnings to the Fall of Enron. Oxford University Press (2004) online editie
- John Moody; The Masters of Capital: A Chronicle of Wall Street Yale University Press (1921) online editie
- Morris, Charles R. The Tycoons: How Andrew Carnegie, John D. Rockefeller, Jay Gould, and J. P. Morgan Invented the American Supereconomy (2005) ISBN 978-0805081343
- Strouse, Jean. Morgan: American Financier. Random House (1999) ISBN 978-0679462750
- Frederick Lewis Allen. "The Great Pierpont Morgan: A Biography." Open Road Media (2016)